# Meet Joe Black
Meet Joe Black is een Amerikaanse fantasy-dramafilm uit 1998 onder regie van Martin Brest. Het verhaal hiervan is gebaseerd op dat uit de film Death Takes a Holiday uit 1934, die op zijn beurt weer gebaseerd is op het toneelstuk La morte in vacanza uit 1923 van de Italiaanse schrijver Alberto Casella. Meet Joe Black werd genomineerd voor de Saturn Awards voor beste acteur (Anthony Hopkins), beste bijrolspeelster (Claire Forlani) en beste muziek, maar daarentegen ook voor de Razzie Award voor slechtste remake. De film kreeg hernieuwde waardering, toen deze wereldwijd werd uitgebracht op het Netflix-kanaal.

## Verhaal
De Dood wil een tijd als mens onder de levenden doorbrengen. Ondernemer William Parrish (Hopkins) wordt enkele dagen voor zijn verjaardag door De Dood uitgekozen als de ideale gids om hem te begeleiden tijdens zijn periode op aarde. Als Parrish' dochter Susan (Forlani) in een café een jonge man (Pitt) leert kennen en zich tot hem aangetrokken voelt, laat De Dood de man verongelukken om diens lichaam 'te lenen'.
In de dagen voor Parrish' verjaardag blijkt een vijandige overname van diens bedrijf te dreigen, onder leiding van Parrish' rechterhand en tevens aanstaande schoonzoon, Drew (Weber). Samen met Joe Black weet Parrish de overname te voorkomen, en Drew te ontmaskeren. Na het verjaardagsfeest overlijdt Parrish, en krijgt de jonge man zijn lichaam terug.

## Rolverdeling
| Acteur            | Personage       |
| ----------------- | --------------- |
| Brad Pitt         | Joe Black       |
| Anthony Hopkins   | William Parrish |
| Claire Forlani    | Susan Parrish   |
| Jake Weber        | Drew            |
| Marcia Gay Harden | Allison         |
| Jeffrey Tambor    | Quince          |
| David S. Howard   | Eddie Sloane    |
| Marylouise Burke  | Lillian         |
| Diane Kagan       | Jennifer        |
| June Squibb       | Helen           |